# Nati nel 1932/Marzo
| Questa pagina contiene informazioni ricavate automaticamente dalle voci biografiche con l'ausilio del template Bio e di un bot. L'aggiornamento è periodico e automatico e ricostruisce completamente la pagina. Se manca una persona in questa lista, sei pregato di non aggiungerla, ma accertati piuttosto che la sua voce biografica contenga il template Bio e che i dati anagrafici siano correttamente compilati. Se il template Bio manca, inseriscilo tu stesso o, in alternativa, metti l'avviso {{tmp\|Bio}} che ne segnala la mancanza. Se i dati riportati sono sbagliati, correggi direttamente la voce biografica; le modifiche saranno visibili in questa lista entro pochi giorni. Per chiarimenti vedi il progetto biografie. La lista contiene solo le 161 persone che sono citate nell'enciclopedia e per le quali è stato implementato correttamente il template Bio. Pagina aggiornata al 26 giu 2025. |

- 1º marzo - Dick van Geet, scacchista olandese († 2012)
- 1º marzo - Antonio Pelle, mafioso italiano († 2009)
- 1º marzo - Luigi Petroselli, politico e giornalista italiano († 1981)
- 1º marzo - Ken Purpur, statunitense († 2011)
- 2 marzo - Gun Hägglund, conduttrice televisiva e giornalista svedese († 2011)
- 2 marzo - Terry Miller, pallanuotista britannico († 2014)
- 3 marzo - Lalou Bize-Leroy, imprenditrice francese
- 3 marzo - Richard Liberty, attore statunitense († 2000)
- 3 marzo - Gianni Seghedoni, dirigente sportivo, allenatore di calcio e calciatore italiano († 2016)
- 4 marzo - Salvatore Bisogni, architetto italiano († 2018)
- 4 marzo - Gil Brandt, dirigente sportivo statunitense († 2023)
- 4 marzo - Lamberto Giorgis, allenatore di calcio e calciatore italiano († 2019)
- 4 marzo - Ryszard Kapuściński, giornalista, scrittore e saggista polacco († 2007)
- 4 marzo - Miriam Makeba, cantante sudafricana († 2008)
- 4 marzo - Adalberto Minucci, giornalista e politico italiano († 2012)
- 4 marzo - Ed Roth, artista e animatore statunitense († 2001)
- 5 marzo - Sandro Boccardi, poeta, musicologo e curatore editoriale italiano († 2023)
- 5 marzo - Giorgio Ceretti, architetto italiano
- 5 marzo - Amleto Frignani, calciatore italiano († 1997)
- 5 marzo - Andre Hajdu, compositore e etnomusicologo ungherese († 2016)
- 5 marzo - Charles Lambert, pallanuotista francese († 1990)
- 5 marzo - Paul Sand, attore statunitense
- 5 marzo - Karl Schmidt, calciatore tedesco († 2018)
- 6 marzo - Marc Bazin, politico haitiano († 2010)
- 6 marzo - Bronisław Geremek, politico, storico e saggista polacco († 2008)
- 6 marzo - Jan Jindra, canottiere cecoslovacco († 2021)
- 6 marzo - Lester Lane, cestista e allenatore di pallacanestro statunitense († 1973)
- 7 marzo - Lola Beltrán, cantante e attrice messicana († 1996)
- 7 marzo - Momoko Kōchi, attrice giapponese († 1998)
- 7 marzo - Mario Messinis, critico musicale e musicologo italiano († 2020)
- 7 marzo - Carla Monti, attrice italiana († 2009)
- 8 marzo - Medea Abrahamyan, violoncellista armena († 2021)
- 8 marzo - Giuseppe Avellone, politico italiano († 1996)
- 8 marzo - Dino Crocco, musicista e conduttore televisivo italiano († 2010)
- 8 marzo - Nicholas Carmen Dattilo, vescovo cattolico statunitense († 2004)
- 8 marzo - Patricia Dench, ex tiratrice a segno australiana
- 8 marzo - Nelly Garzón Alarcón, infermiera e docente colombiana († 2019)
- 8 marzo - Dennis Jackson, calciatore inglese († 2014)
- 8 marzo - Rodolfo Quezada Toruño, cardinale e arcivescovo cattolico guatemalteco († 2012)
- 9 marzo - Mario Cocco, ex calciatore italiano
- 9 marzo - Walter Mercado, personaggio televisivo, attore e astrologo portoricano († 2019)
- 9 marzo - Ermanno Righetto, ex calciatore italiano
- 9 marzo - Aristeidīs Roumpanīs, cestista e giavellottista greco († 2018)
- 9 marzo - Bobby Seith, allenatore di calcio e ex calciatore scozzese
- 10 marzo - Giuseppe Di Federico, giurista italiano
- 10 marzo - Ieng Thirith, politica cambogiana († 2015)
- 10 marzo - Udupi Ramachandra Rao, astrofisico indiano († 2017)
- 10 marzo - Anatolij Roščin, lottatore sovietico († 2016)
- 11 marzo - Lawrence Harrison, politologo statunitense († 2015)
- 11 marzo - Leroy Jenkins, violinista, violista e compositore statunitense († 2007)
- 11 marzo - Bodil Kjær, designer e architetto danese
- 11 marzo - Nigel Lawson, politico britannico († 2023)
- 11 marzo - Leandro Manfrini, giornalista e scrittore svizzero († 2016)
- 11 marzo - Martin Richards, produttore cinematografico statunitense († 2012)
- 12 marzo - Marco Dino Brogi, arcivescovo cattolico italiano († 2020)
- 12 marzo - Bob Houbregs, cestista e dirigente sportivo canadese († 2014)
- 12 marzo - Pierre Joliot, biologo francese
- 12 marzo - Carlo Piccioni, calciatore italiano († 2002)
- 12 marzo - Andrew Young, pastore protestante, politico e diplomatico statunitense
- 13 marzo - Elio Corbani, giornalista e pubblicista italiano
- 13 marzo - Cesare Franchini, calciatore italiano († 2014)
- 13 marzo - Salvatore Ligresti, imprenditore italiano († 2018)
- 13 marzo - Aldo Monardi, calciatore italiano († 2002)
- 13 marzo - Edward Szymkowiak, calciatore polacco († 1990)
- 13 marzo - Guy Sénac, calciatore francese († 2019)
- 14 marzo - Mika Antić, poeta, sceneggiatore e regista cinematografico jugoslavo († 1986)
- 14 marzo - Naina El'cina, filantropa russa
- 14 marzo - John Flynn, regista e sceneggiatore statunitense († 2007)
- 14 marzo - Mark Murphy, cantante statunitense († 2015)
- 14 marzo - Arnaldo Nesti, sociologo, teologo e scrittore italiano († 2024)
- 14 marzo - Peter Vecernik, ex cestista austriaco
- 15 marzo - Alan Bean, astronauta statunitense († 2018)
- 15 marzo - Ahmet Bilek, lottatore turco († 1971)
- 15 marzo - Roger Green, archeologo neozelandese († 2009)
- 15 marzo - Jerzy Hoffman, regista e sceneggiatore polacco
- 15 marzo - Paolo Marcora, calciatore italiano († 2020)
- 15 marzo - Arif Mardin, produttore discografico statunitense († 2006)
- 15 marzo - Anatolij Nitočkin, regista sovietico († 2001)
- 16 marzo - Metodi Andonov, regista bulgaro († 1974)
- 16 marzo - Walter Cunningham, astronauta statunitense († 2023)
- 16 marzo - Kurt Diemberger, alpinista austriaco
- 16 marzo - Renato Guarini, statistico italiano
- 16 marzo - Jorge Lucey, pallanuotista argentino († 2012)
- 16 marzo - Rosaura López, scrittrice spagnola († 2005)
- 17 marzo - Oleg Dmitrievič Baklanov, politico russo († 2021)
- 17 marzo - Fred Gamble, pilota automobilistico statunitense († 2024)
- 17 marzo - Luis Pentrelli, calciatore argentino († 2017)
- 17 marzo - Ruggero Sbrogiò, politico italiano († 2013)
- 17 marzo - Ramón Tapia, pugile cileno († 1984)
- 17 marzo - Mirella Uberti, attrice italiana († 2016)
- 17 marzo - Patricia Vinnicombe, archeologa e artista sudafricana († 2003)
- 18 marzo - Amir Bhatia, imprenditore e politico britannico († 2024)
- 18 marzo - Darell Garretson, arbitro di pallacanestro statunitense († 2008)
- 18 marzo - Enzo Golino, critico letterario e giornalista italiano († 2020)
- 18 marzo - Kurt Oppelt, pattinatore artistico su ghiaccio austriaco († 2015)
- 18 marzo - Pernille Rode, pallamanista, cestista e altista danese († 2015)
- 18 marzo - Darío Segovia, calciatore paraguaiano († 1994)
- 18 marzo - John Updike, scrittore, poeta e giornalista statunitense († 2009)
- 19 marzo - Henry van Lieshout, missionario e vescovo cattolico olandese († 2009)
- 19 marzo - Shimon Shelah, ex cestista e allenatore di pallacanestro israeliano
- 20 marzo - Giovanni Lievore, giavellottista italiano († 2025)
- 20 marzo - Tetsuo Okamoto, nuotatore brasiliano († 2007)
- 20 marzo - Víctor Pignanelli, calciatore uruguaiano († 2006)
- 20 marzo - Giovanni Russo, politico e avvocato italiano († 2016)
- 20 marzo - Ideo Stefani, calciatore italiano († 2017)
- 20 marzo - Marthe Villalonga, attrice francese
- 21 marzo - Nicholas Bianco, mafioso statunitense († 1994)
- 21 marzo - Nino Defilippis, ciclista su strada e pistard italiano († 2010)
- 21 marzo - Narciso Donzelli, calciatore italiano († 1996)
- 21 marzo - Gianfranco Funari, conduttore televisivo e opinionista italiano († 2008)
- 21 marzo - Walter Gilbert, biochimico e fisico statunitense
- 21 marzo - Pierre Grillet, calciatore francese († 2018)
- 21 marzo - Joseph Silverstein, violinista, docente e direttore d'orchestra statunitense († 2015)
- 21 marzo - Giovanni Battista Zorzoli, ingegnere e autore televisivo italiano
- 22 marzo - Els Borst, politica e medico olandese († 2014)
- 22 marzo - Sergio Coloni, politico italiano († 2010)
- 22 marzo - Joseph Donnard, ex calciatore francese
- 22 marzo - Richard Thomas, ammiraglio britannico († 1998)
- 22 marzo - Mauro Torres Homem Rodrigues, ex calciatore brasiliano
- 23 marzo - Vito Bernardis, ex calciatore e allenatore di calcio italiano
- 23 marzo - Adelmo Bulgarelli, lottatore italiano († 1984)
- 23 marzo - Larry Evans, scacchista e giornalista statunitense († 2010)
- 23 marzo - Gérard Faetibolt, pallanuotista francese († 2023)
- 23 marzo - Léo Houziaux, astronomo belga
- 23 marzo - Steve Mokone, calciatore sudafricano († 2015)
- 23 marzo - Massaki Tsuji, sceneggiatore giapponese
- 23 marzo - Henk Visser, lunghista olandese († 2015)
- 24 marzo - Lodewijk van den Berg, ingegnere e astronauta olandese († 2022)
- 24 marzo - Edoardo Cernuschi, attivista italiano († 2001)
- 24 marzo - Christian Godard, fumettista e illustratore francese († 2024)
- 24 marzo - Stelio Nardini, generale italiano († 2016)
- 25 marzo - Reynaldo Boury, regista televisivo brasiliano († 2022)
- 25 marzo - Fouad el-Hadidi, ex cestista egiziano
- 25 marzo - Penelope Gilliatt, drammaturga, sceneggiatrice e critica teatrale britannica († 1993)
- 25 marzo - Hao Ran, scrittore cinese († 2008)
- 25 marzo - Toshio Matsumoto, regista e artista giapponese († 2017)
- 25 marzo - Pietro Mazzacurati, architetto italiano († 2011)
- 26 marzo - Luke Askew, attore statunitense († 2012)
- 26 marzo - Al Bianchi, cestista, allenatore di pallacanestro e dirigente sportivo statunitense († 2019)
- 26 marzo - Giorgio Morales, politico italiano († 2020)
- 26 marzo - Nicola Vernola, avvocato e politico italiano († 2000)
- 26 marzo - Stefan Wigger, attore tedesco († 2013)
- 27 marzo - Lino Coletta, attore italiano († 2012)
- 27 marzo - Sígfrid Gràcia, calciatore spagnolo († 2005)
- 27 marzo - Bailey Olter, politico micronesiano († 1999)
- 27 marzo - Robert Sacchi, attore italiano († 2021)
- 28 marzo - Suzana Amaral, regista e sceneggiatrice brasiliana († 2020)
- 28 marzo - Pietro Bisio, pittore italiano
- 28 marzo - Lorenzo Cantarello, canoista e dirigente sportivo italiano († 2013)
- 28 marzo - Xenia Pörtner, attrice tedesca († 2005)
- 29 marzo - Gerd Baltus, attore tedesco († 2019)
- 29 marzo - Richard Burke, politico irlandese († 2016)
- 29 marzo - Mauro Chiabrando, politico italiano († 2016)
- 31 marzo - Silvio Cesare Bonicelli, vescovo cattolico italiano († 2009)
- 31 marzo - Tullio De Mauro, linguista, lessicografo e saggista italiano († 2017)
- 31 marzo - John Jakes, scrittore statunitense († 2023)
- 31 marzo - Douglas Lima, ex pallanuotista brasiliano
- 31 marzo - Nagisa Ōshima, regista e sceneggiatore giapponese († 2013)
- 31 marzo - Giancarlo Pistorello, ex calciatore italiano
- 31 marzo - Humberto Selvetti, sollevatore argentino († 1992)
- 31 marzo - Antonio Valero Yubero, allenatore di calcio e calciatore spagnolo († 2018)